# سولوگلی گل
سلوکلوگل. یک منطقهٔ مسکونی در ایران است که در دهستان زرج‌آباد واقع شده‌است. سلوکلوگل ۱۳۲ نفر جمعیت دارد. این روستا در گذشته روستای خان نشین بوده و همواره بر روستا های همجوار کنترل داشته است
از مکان های دیدنی روستا به منطقه قارا گون ای ب معنی صخره سیاه. که مکان مقدس پیر در این منطقه می باشد.
مرداب سلوکلو یکی دیگر از مکان های زیبای گردشگری است 
طبیعت زیبا روستا و باغات سیب گردو از دیگر جاذبه هایی می باشد که میتوان اوقات خوشی را در این سپری کرد.